# ドロシー・テナント

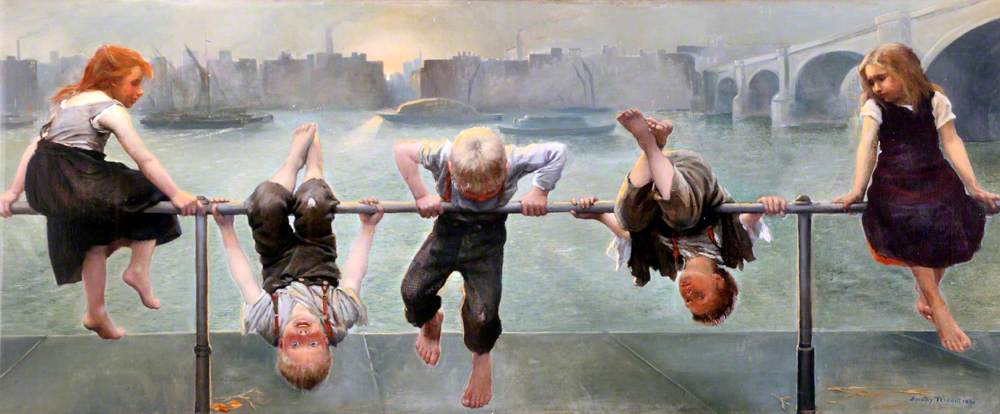
ドロシー・テナント作「遊ぶStreet Arabs」(1890)、レディ・リーヴァー美術館

ドロシー・テナント（Dorothy Tennant、1855年3月22日 - 1926年10月5日）は、イギリスの画家である。肖像画や風俗画を描いた。1890年に有名なアフリカ探検家のヘンリー・モートン・スタンリーと結婚した。1897年にスタンリーがナイトの称号を得たので「レディ・スタンリー（Lady Stanley）」の敬称などとも呼ばれた。

## 略歴
ロンドンで生まれた。父親は地主で政治家のチャールズ・テナント（Charles Tennant1796–1873）で、母親はフランス育ちの女性でフランスの知識人と知り合いがいる女性であった。妹のイヴリーン（Eveleen Tennant Myers: 1856-1937）は写真家になった。
ロンドンのスレード美術学校に入学し、エドワード・ポインターに学んだ後、パリに渡りジャン＝ジャック・エンネルに学んだ。1886年からロンドンのロイヤル・アカデミー・オブ・アーツの展覧会に出展した後、ロンドンの民間展覧会やグラスゴーやリヴァプールやマンチェスターの展覧会にも出展した。
新聞王のジョーゼフ・ピューリツァーにフランス大統領レオン・ガンベッタの肖像画を買い上げられたが、ロンドンのストリート・チルドレンや物乞い、露天商を題材に描くことが多かった。画集『London Street Arabs』を出版した。探検家のデイヴィッド・リヴィングストンを発見して有名になっていた探検家のヘンリー・モートン・スタンリー（1841–1904）の肖像画を描くことになり、1885年にスタンリーと知り合った。スタンリーからの結婚の申し込みを2度断った後、スタンリーが再びアフリカ探検に出た間にテナントは考えを変えて、熱心に手紙を書くようになった。1890年にテナントとスタンリーはウェストミンスター寺院で結婚式をあげた。同性愛者だったのではないかといわれているスタンリーはスイスへの新婚旅行に若い男性の助手を同行することを主張したとされる。1899年に夫はナイトの称号を授与され、レディ・スタンリーと称された。
夫妻に子供は生まれず、1896年にデンジル・モートン・スタンリーを養子にした。
1904年にスタンリーが亡くなった後、1907年に医師のヘンリー・ジョーンズ・カーティス（Henry Jones Curtis）と再婚した。1909年にヘンリー・モートン・スタンリーの伝記を出版したが、他の女性に関する記述はすべて削除されたと言われている。

## 作品

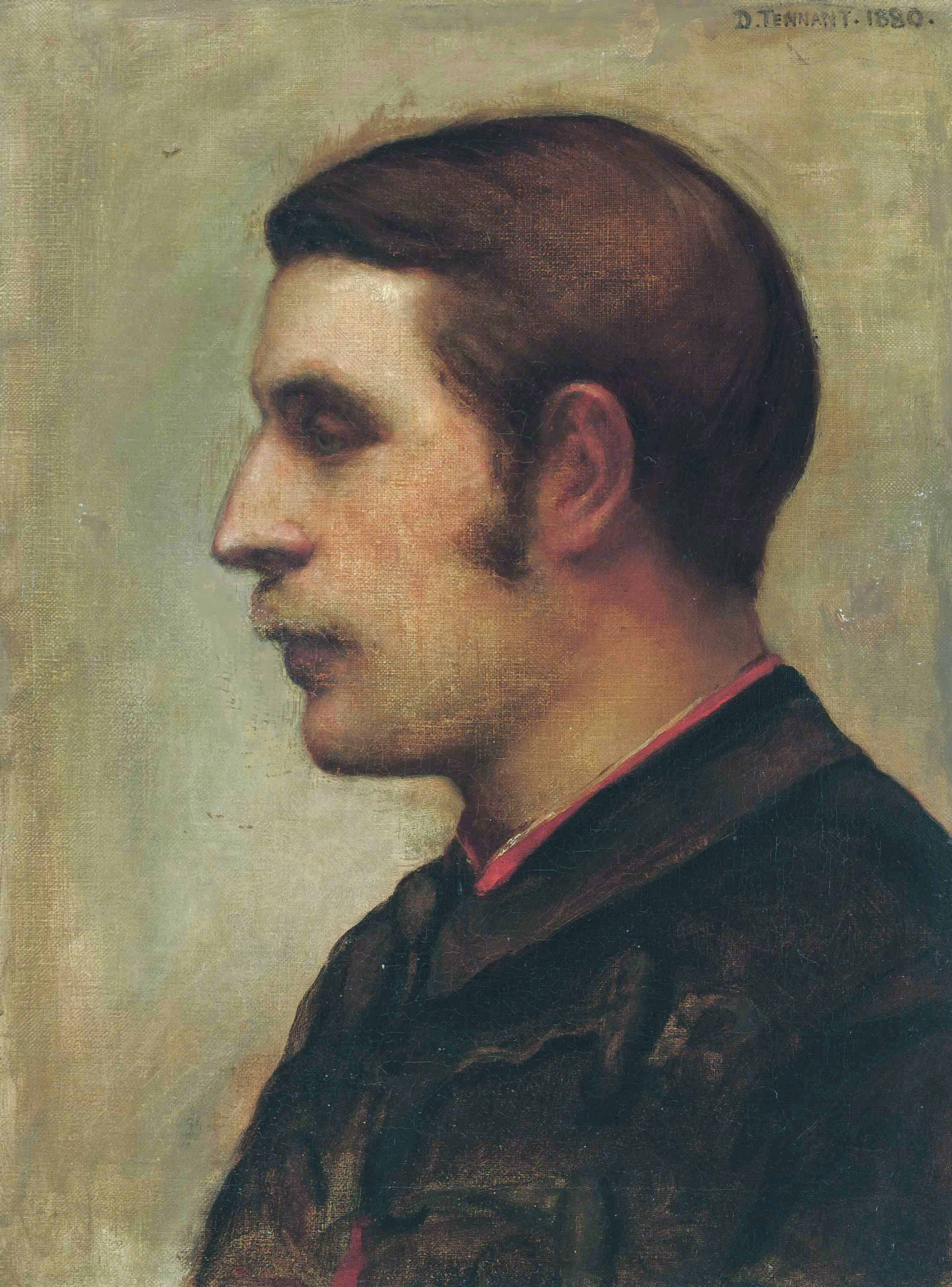
ヘンリー・モートン・スタンリーの肖像画 (1880)
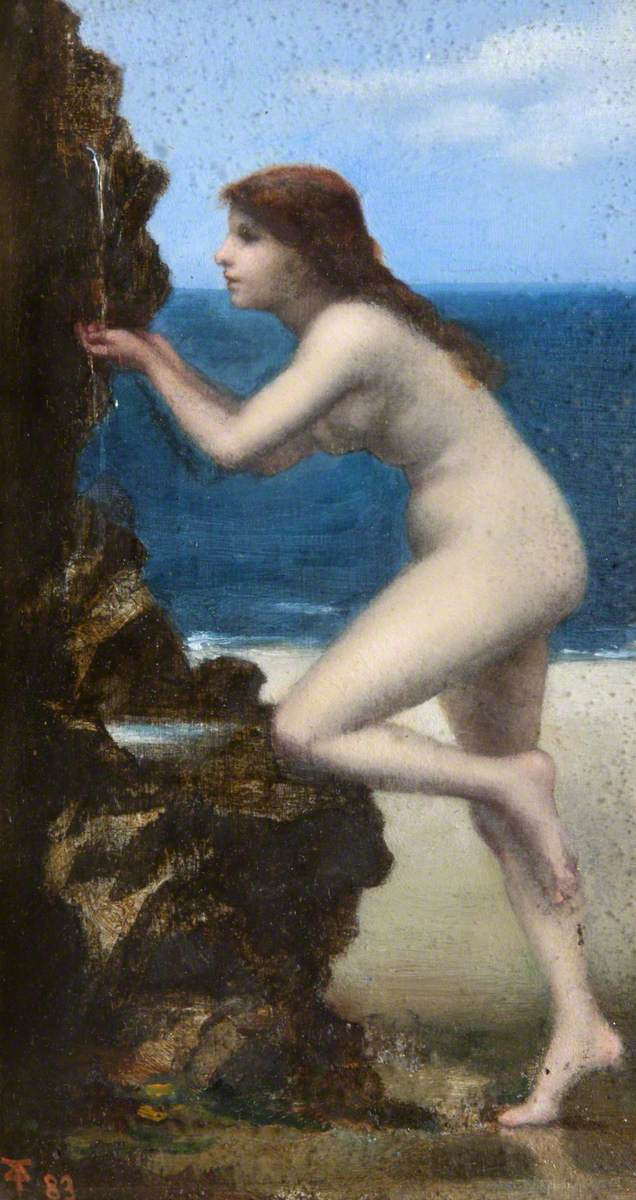
海辺のヌード (1883)
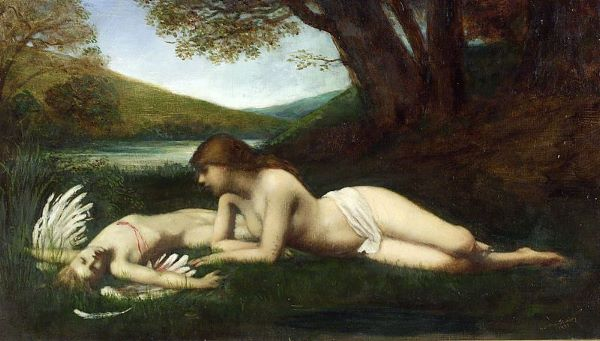
傷ついた愛()
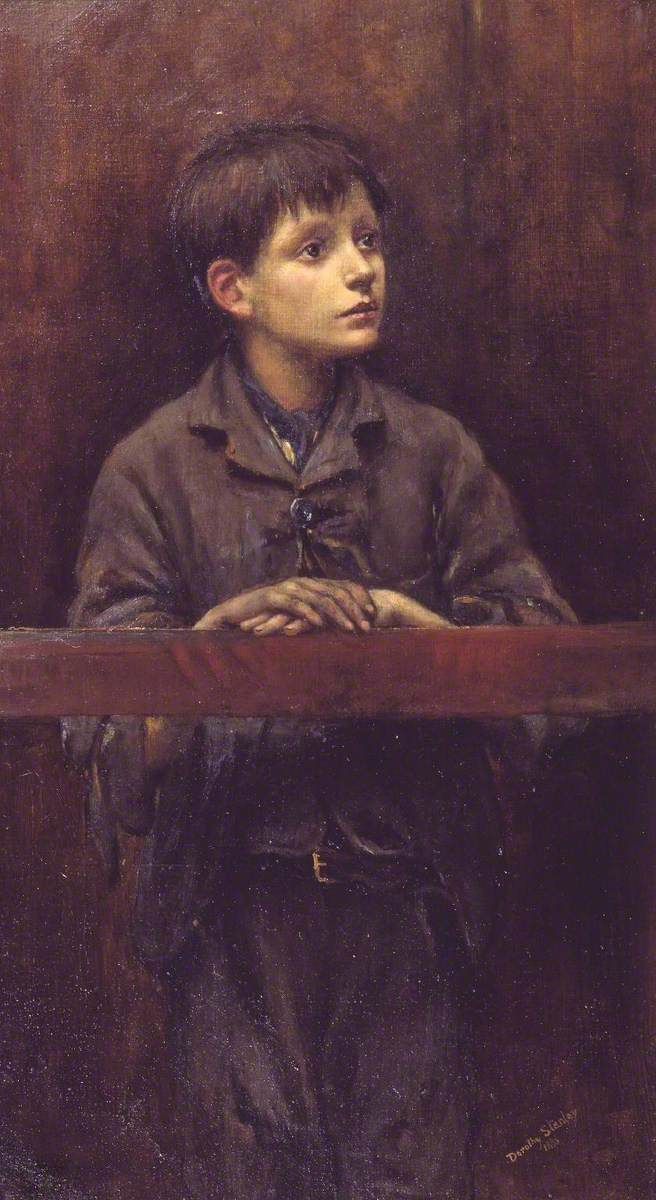
His First Offence